# Кучуково-Маяк
Кучу́ково-Мая́к (баш. Көсөк-Маяҡ) — деревня в Учалинском районе Башкортостана России. Входит в состав Амангильдинского сельсовета.

## Население
| 2002 | 2009 | 2010 |
| ---- | ---- | ---- |
| 145  | ↗185 | ↘135 |

## Географическое положение
Расстояние до:
- районного центра (Учалы): 71 км,
- центра сельсовета (Малоказаккулово): 11 км,
- ближайшей железнодорожной станции (Урал-Тау): 41 км.

## Известные уроженцы
- Муртазин, Муса Лутович (20 декабря 1891 — 27 сентября 1937) — видный военный деятель, активный участник Гражданской войны в России, деятель Башкирского национального движения, Председатель ЦИК Башкирской АССР (1921—1922)[3][4]. В деревне действует посвящённый ему музей.